# Sredno Konyari
Sredno Konyari (en macédonien Средно Коњари) est un village du nord de la Macédoine du Nord, situé dans la municipalité de Petrovets. Le village comptait 1140 habitants en 2002. Il est majoritairement albanais, avec une forte minorité bosniaque.

## Démographie
Lors du recensement de 2002, le village comptait :
- Macédoniens : 0
- Albanais : 668
- Bosniaques : 402
- Turcs : 61
- Autres : 9